# Asperula aristata
Asperula aristata là một loài thực vật có hoa trong họ Thiến thảo. Loài này được L.f. mô tả khoa học đầu tiên năm 1782.